# Pamětní kámen u Opatovic
Pamětní kamen stojí v polní trati západně od obce Opatovice v lokalitě Na topole v okrese Brno-venkov. Je chráněn jako kulturní památka České republiky.

## Historie
Pamětní kámen z doby kolem roku 1650 má připomínat souboj tří důstojníků o nevěrnou ženu (místní krasavici), kteří v tomto střeleckém souboji zahynuli. Ve vzdálenosti asi 150 m jihozápadně stojí druhý pamětní kámen, třetí se nedochoval.

## Popis
Na kamenné desce nahoře zaoblené o rozměrech 60 × 46 × 20 cm je vytesán reliéf kříže. Na zadní straně desky je nečitelný nápis.